# Iluzionista (film, 2006)
Iluzionista (anglicky The Illusionist) je americký koprodukční film režiséra Neila Burgera z roku 2006. Scénář vychází z povídky Eisenheim the Illusionist amerického spisovatele Stevena Millhausera.
Film se natáčel v českých lokalitách: zámek Konopiště, zámek Dobříš, Tábor – Divadlo Oskara Nedbala, Český Krumlov, Pec pod Sněžkou, Praha – Divadlo na Vinohradech, Café Imperial, Schebkův palác, Hradčanské náměstí.

## Děj
Děj filmu se odehrává na přelomu 19. a 20. století v Rakousku-Uhersku. Hlavním hrdinou je iluzionista Eisenheim, který svým uměním okouzlí obyvatele Vídně. V mládí poznal krásnou ženu Sofii, která se v průběhu let stala snoubenkou následníka trůnu prince Leopolda. Oba navštíví Eisenheimovo představení. Další den je však Sofie nalezena mrtvá.
Příběh volně zpracovává i motiv sebevraždy reálné postavy – korunního prince Rudolfa.

## Obsazení
| Edward Norton        | Eisenheim             |
| Jessica Biel         | vévodkyně Sophie      |
| Paul Giamatti        | vrchní inspektor Uhl  |
| Rufus Sewell         | korunní princ Leopold |
| Aaron Taylor-Johnson | mladý Eisenheim       |
| Edward Marsan        | Josef Fischer         |
| Jake Wood            | Jurka                 |
| Ellen Savaria        | paní Uhlová           |
| Eleanor Tomlinson    | mladá Sophie          |